# Лилль-Нор
Лилль-Нор (фр. Lille-Nord) — упраздненный кантон во Франции, регион Нор — Па-де-Кале, департамент Нор. Входил в состав округа Лилль.
В состав кантона входили коммуны (население по данным Национального института статистики за 2011 г.):
- Ла-Мадлен (22 221 чел.)
- Лилль (квартал Vieux-Lille) (10 907 чел.)

## Политика
На президентских выборах 2012 г. жители кантона отдали в 1-м туре Франсуа Олланду 30,0 % голосов против 28,5 % у  Николя Саркози и 13,1 % у Марин Ле Пен, во 2-м туре в кантоне победил Олланд, получивший 53,3 % голосов (2007 г. 1 тур: Саркози — 32,9 %, Сеголен Руаяль — 26,4 %; 2 тур: Саркози — 53,0 %). На выборах в Национальное собрание в 2012 г. по 4-му избирательному округу департамента Нор они в 1-м туре отдали большинство голосов — 38,3 % — кандидату правых Марку-Филиппу Добрессу, но во 2-м туре в кантоне победила кандидат Социалистической партии Элен Парра, набравшая 51,7 % голосов. (2007 г. 3-й округ. Кристиан Декок (СНД): 1-й тур: — 44,4 %, 2-й тур — 53,9 %). На региональных выборах 2010 года в 1-м туре победил список правых, собравший 28,1 % голосов и незначительно опередивший социалистов (27,5 %). Во 2-м туре единый «левый список» с участием социалистов, коммунистов и «зелёных» во главе с Президентом регионального совета Нор-Па-де-Кале Даниэлем Першероном получил 51,4 % голосов, «правый» список во главе с сенатором Валери Летар занял второе место с 34,9 %, а Национальный фронт Марин Ле Пен с 13,7 % финишировал третьим.
|  | Кандидат        | Партия                    | % голосов |
|  | --------------- | ------------------------- | --------- |
|  | Жан-Клод Дебю   | Союз за народное движение | 50,21     |
|  | Оливье Делаваль | Социалистическая партия   | 49,79     |